# Peter Livingstone
Pour les articles homonymes, voir Livingstone.
Peter Livingstone, né le 3 janvier 1997 à Sydney, est un coureur cycliste australien.

## Biographie
En 2017, Peter Livingstone participe à quelques courses en Belgique avec le club Asfra Racing Oudenaarde. À la fin de l'année, il se distingue en remportant la première étape du Tour de Tasmanie,.
En avril 2019, il est médaillé de bronze au championnat d'Océanie dans la catégorie espoirs (moins de 23 ans).

## Palmarès
- 2017
  - 1re étape du Tour de Tasmanie
- 2019
  -  Médaillé de bronze du championnat d'Océanie sur route espoirs

## Classements mondiaux
| Année            | 2018 |
| ---------------- | ---- |
| UCI America Tour | 445e |